# Брубру
Брубру, или сорокопут-брубру (лат. Nilaus afer), — африканский вид воробьинообразных птиц семейства кустарниковых сорокопутов (Malaconotidae), выделяемый в монотипический род Nilaus. Птицы обитают в засушливых саваннах, тропических и субтропических засушливых лесах и (низменных) засушливых кустарниковых местностях; на высоте до 2000 метров над уровнем моря

## Описание
Брубру достигает длины 12—15 см. У самцов номинативного подвида макушка чёрного цвета, над глазами хорошо заметна широкая белая бровь, через глаза проходит чёрная полоска. Верхняя часть тела чёрная, надхвостье пёстрое, хвост чёрный, кончики перьев на хвосте белые. Крылья чёрные, на плечах желтовато-коричневые полосы. Нижняя часть тела белая, бока рыжие.
Окраска оперения самок более тусклая и коричневатая, нижняя часть тела у них испещрена полосками, рыжие пятна на боках меньше. Молодые птицы пёстрые, коричневато-охристо-белые.

## Подвиды
Выделяют 10 подвидов:
- Nilaus afer afer — от юга Мавритании и Сенегала восточнее до Эритреи и северо-запада Эфиопии, южнее до северо-запада и центральной части Камеруна, запада и северо-запада ЦАР и северо-запада Уганды; в засуху отправляется в прибрежные районы Либерии и Гана[1];
- Nilaus afer camerunensis — горные местности Камеруна, юг ЦАР и север и северо-восток Демократической Республики Конго[1];
- Nilaus afer minor — юго-восток Судана, юго-восток Эфиопии, Сомали (за исключением северо-востока), плато севера и востока Кении и северо-восток Танзании[1];
- Nilaus afer massaicus — северо-восток Демократической Республики Конго, Уганда, Кения (за исключением севера и востока) и север Танзании[1];
- Nilaus afer affinis — север Анголы и юг Демократической республики Конго[1];
- Nilaus afer nigritemporalis — от востока Анголы, юга и юго-востока Конго и Танзании южнее до Замбии (за исключением крайнего юго-запада), Зимбабве (в центральной части Долины Замбези), Малави и Мозамбика (за исключением крайнего юга)[1];
- Nilaus afer brubru — юго-запад и запад Анголы, крайний юго-запад Замбии, Ботсвана, запад Зимбабве, север Южной Африки и запад Эсватини[1];
- Nilaus afer solivagus — центральное плато Зимбабве, юго-запад Мозамбика (юг провинции Sul do Save), север Южной Африки и восток Эсватини[1];
- Nilaus afer miombensis — крайний северо-восток Зимбабве (в округе Marhumbini), низменности юго-востока Мозамбика и северо-восток Южной Африки[1].